# Scala & Kolacny Brothers
Scala & Kolacny Brothers è un coro belga di voci femminili diretto da Stijn Kolacny e arrangiato e accompagnato al piano da Steven Kolacny.

## Storia del gruppo
Formatosi nel 1996, ha vinto il concorso "Coro belga dell'anno" nel 2000 e nel 2002 ha pubblicato il primo dei suoi cinque album di studio.
Molte delle canzoni dei Scala & Kolacny Brothers sono arrangiamenti corali di famosi musicisti e gruppi musicali come Björk, Coldplay, Radiohead, U2, Nirvana, Depeche Mode, Muse, Rammstein, Metallica, ma nella loro discografia non mancano composizioni originali. Le cover di With or Without You, Every Breath You Take, Last Christmas  e Perfect Day sono state utilizzate per i trailer inglesi della serie televisiva Downton Abbey.
Nel giugno 2011 hanno pubblicato il singolo Everlong, cover dell'omonimo brano dei Foo Fighters: il regista del video è Mark Woolen, che era stato autore anche del trailer di The Social Network. Il 22 novembre 2011 è uscita una versione per il mercato italiano del loro album omonimo. Questa versione contiene, in particolare, le cover di Sere nere di Tiziano Ferro e di Non mi va di Vasco Rossi.
Nel 2012 pubblicano l'album December in gran parte composto da cover di brani a tema natalizio.
La loro versione di Nothing Else Matters dei Metallica è stata utilizzata nel 2014 nel primo episodio della serie televisiva statunitense Crisis, nel primo episodio della diciottesima stagione di Squadra Speciale Cobra 11 e, nel 2015, nel film Sangue del mio sangue. È stata anche utilizzata per lo spot pubblicitario della Renault Austral E-Tech full hybrid in onda sui canali televisivi dal gennaio 2023.

## Discografia

### Album in studio
- 2002 – On the Rocks
- 2004 – Dream On
- 2004 – Respire
- 2005 – Grenzenlos
- 2006 – It All Leads to This
- 2007 – One-Winged Angel
- 2008 – Paper Plane
- 2008 – Dans les yeux d'Aurore
- 2010 – Circle
- 2011 – Very Best of Scala & Kolacny Brothers
- 2011 – Scala & Kolacny Brothers
- 2012 – December
- 2013 – Black Moon
- 2015 – Unendlich
- 2016 – Solstice
- 2022 – Gloaming

### Singoli
- 2004 – Engel
- 2004 – Schrei nach Liebe
- 2005 – With or Without You
- 2005 – Hungriges Herz
- 2005 – Last Christmas
- 2007 – Friday I'm in Love
- 2011 – Use Somebody